# Fate: The Best of Death
Fate: The Best of Death er et opsamlingsalbum af det amerikanske dødsmetal-band Death, som blev udgivet af deres pladeselskab Relativity Records i 1992. Udgivelsen indeholder spor fra albummerne:
- Scream Bloody Gore – 1987
- Leprosy – 1988
- Spiritual Healing – 1990
- Human – 1991

## Spor
1. "Zombie Ritual" – 4:32 (fra Scream Bloody Gore)
2. "Together as One" – 4:08 (fra Human)
3. "Open Casket" – 4:56 (fra Leprosy)
4. "Spiritual Healing" – 7:45 (fra Spiritual Healing)
5. "Mutilation" – 3:28 (fra Scream Bloody Gore)
6. "Suicide Machine" – 4:22 (fra Human)
7. "Altering the Future" – 5:36 (fra Spiritual Healing)
8. "Baptized in Blood" – 4:30 (fra Scream Bloody Gore)
9. "Left to Die" – 4:38 (fra Leprosy)
10. "Pull the Plug" – 4:27 (fra Leprosy)